# Etna (Wyoming)
Etna è un census-designated place degli Stati Uniti d'America, situato nella Contea di Lincoln nello stato del Wyoming. Nel censimento del 2000 la popolazione era di 123 abitanti.

## Geografia fisica
Secondo i rilevamenti dell'United States Census Bureau, la località di Etna si estende su una superficie di 5,1 km², tutti occupati da terre.

## Popolazione
Secondo il censimento del 2000, a Etna vivevano 123 persone, ed erano presenti 34 gruppi familiari. La densità di popolazione era di 24,2 ab./km². Nel territorio comunale si trovavano 55 unità edificate. Per quanto riguarda la composizione etnica degli abitanti, il 93,50% era bianco, l'1,63% era afroamericano, l'1,63% apparteneva ad altre razze e il 3,25% a due o più. La popolazione di ogni razza ispanica corrispondeva al 4,88% degli abitanti.
Per quanto riguarda la suddivisione della popolazione in fasce d'età, il 34,1% era al di sotto dei 18, il 4,1% fra i 18 e i 24, il 29,3% fra i 25 e i 44, il 19,5% fra i 45 e i 64, mentre infine il 13,0% era al di sopra dei 65 anni di età. L'età media della popolazione era di 34 anni. Per ogni 100 donne residenti vivevano 89,2 uomini.